# Souk Lakhmis Dades
Souk Lakhmis Dades (àrab سوق الخميس دادس) és una comuna rural de la província de Ouarzazate de la regió de Drâa-Tafilalet. Segons el cens de 2014 tenia una població total de 17.045 persones.